# Giovanni d'Aniello
Giovanni d'Aniello (Aversa, 5 de janeiro de 1955) é um diplomata e arcebispo católico italiano, atual núncio apostólico na Rússia e Uzbequistão.

## Biografia
Foi ordenado sacerdote em 8 de dezembro de 1978 pelo bispo de Aversa, Antonio Cece. É doutor em Direito Canônico. Ingressou no Serviço Diplomático da Santa Sé em 1983, tendo desempenhado a sua atividade junto às representações pontifícias do Burundi, Tailândia, Líbano, Brasil e Seção para as Relações com os Estados da Secretaria de Estado, no Vaticano.
Foi nomeado núncio apostólico na República Democrática do Congo, em 2001, sendo consagrado como Arcebispo-titular de Pesto em 6 de janeiro de 2002 na Basílica de São Pedro pelo Papa João Paulo II, coadjuvado por Leonardo Sandri, substituto da Secretaria de Estado e por Robert Sarah, secretário da Congregação para a Evangelização dos Povos. Em 2010, foi transferido para as nunciaturas de Tailândia e Camboja e delegacias de Laos e Myanmar.
No dia 10 de fevereiro de 2012 o Papa Bento XVI o nomeou núncio apostólico no Brasil.

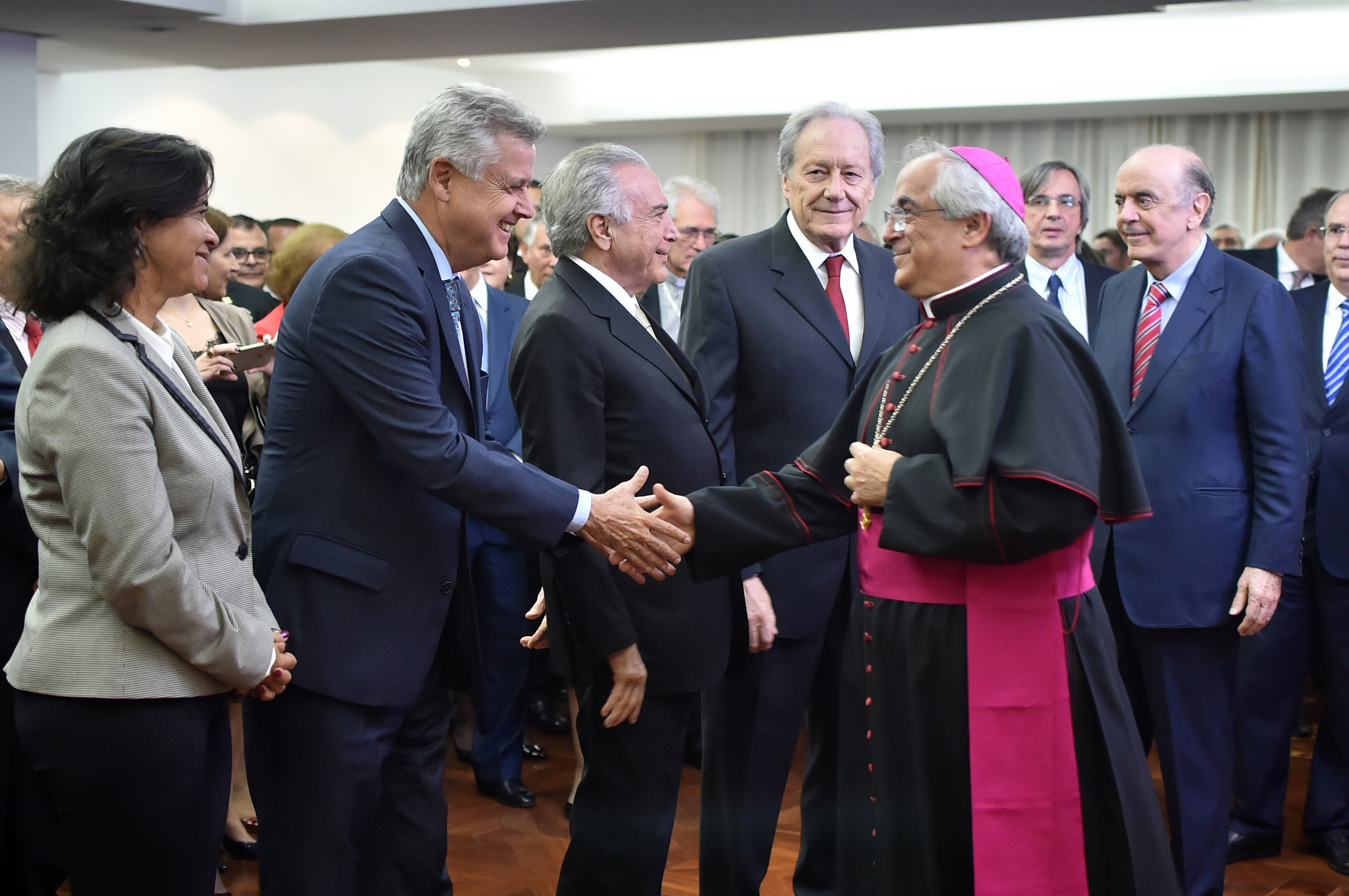
D'Aniello (segundo, da direita para a esquerda) em encontro com o então governador do Distrito Federal, Rodrigo Rollemberg e o presidente do Brasil, Michel Temer, em 2016. Foto: Andre Borges/Agência Brasília.

No dia 17 de maio de 2015 presidiu a consagração do Santuário de Nossa Senhora de Fátima da Serra grande em São Benedito, Ceará, junto com Dom Francisco Javier Hernández Arnedo OAR, Dom José Luiz Gomes de Vasconcelos, entre outros.
Em 6 de novembro de 2018 foi agraciado pelo presidente Michel Temer com a Ordem do Mérito do Trabalho Getúlio Vargas no grau de Grã-Cruz.
No dia 1 de junho de 2020 o Papa Francisco o nomeou núncio apostólico na Rússia e, em 14 de janeiro de 2021, núncio apostólico no Uzbequistão.

## Ordenações Episcopais
Dom Giovanni D'Aniello ordenou os seguintes bispos:
1. François-Xavier Maroy Rusengo (2005)
2. Alexander Pyone Cho (2011)
3. Carlos José de Oliveira (2019)

Foi co-consagrantes dos seguintes Bispos:
1. Julien Andavo Mbia (2003)
2. Marcel Madila Basanguka (2004)
3. Kashala Ruwezi, S.D.B. (2004)
4. Fridolin Ambongo Besungu, O.F.M.Cap. (2005)
5. Vincent de Paul Kwanga Njubu (2005)
6. Dieudonné Uringi Uuci (2005)
7. Oscar Ngoy wa Mpanga, C.S.Sp. (2007)